# Paul Böhm

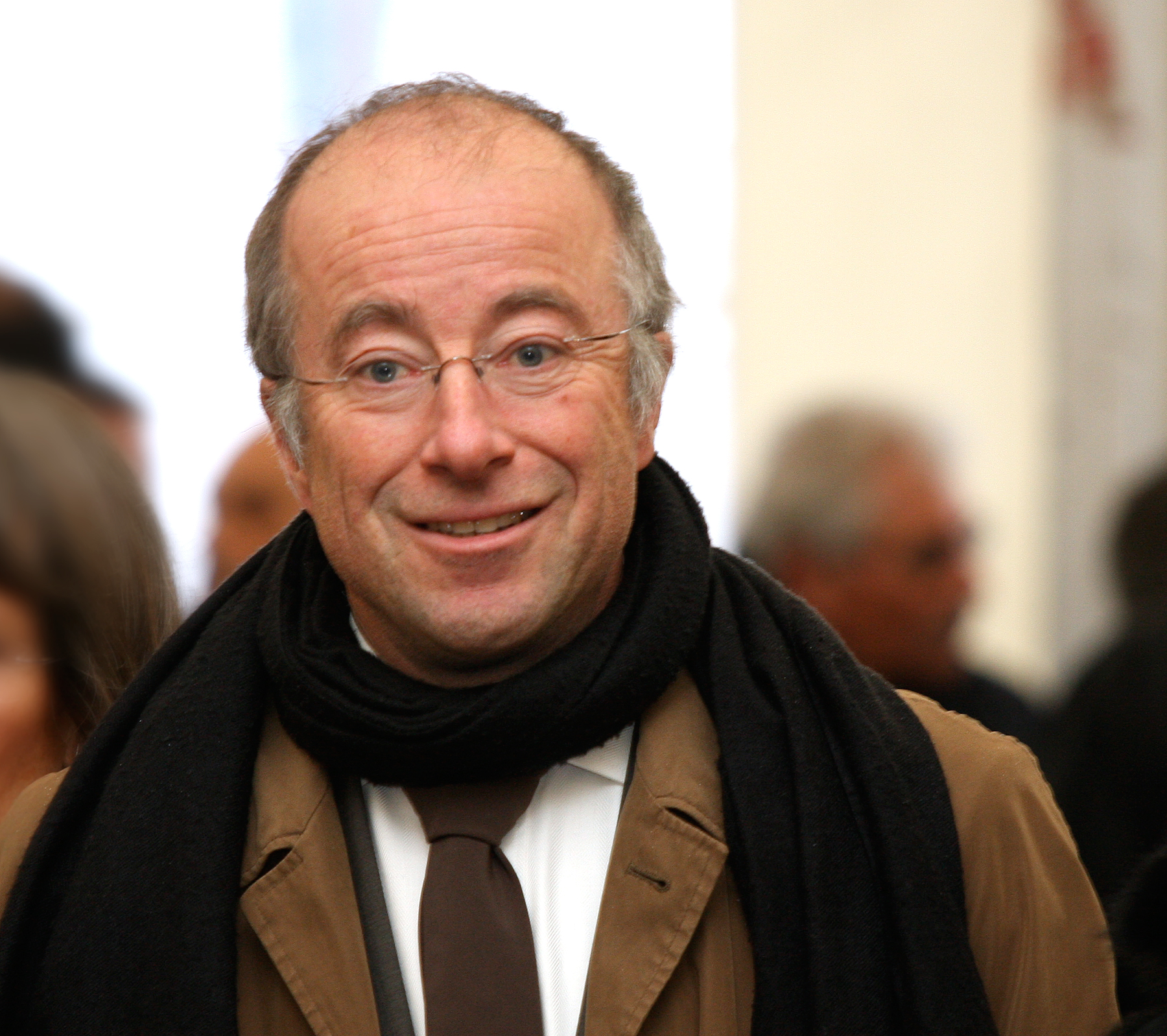
Paul Böhm, 2009

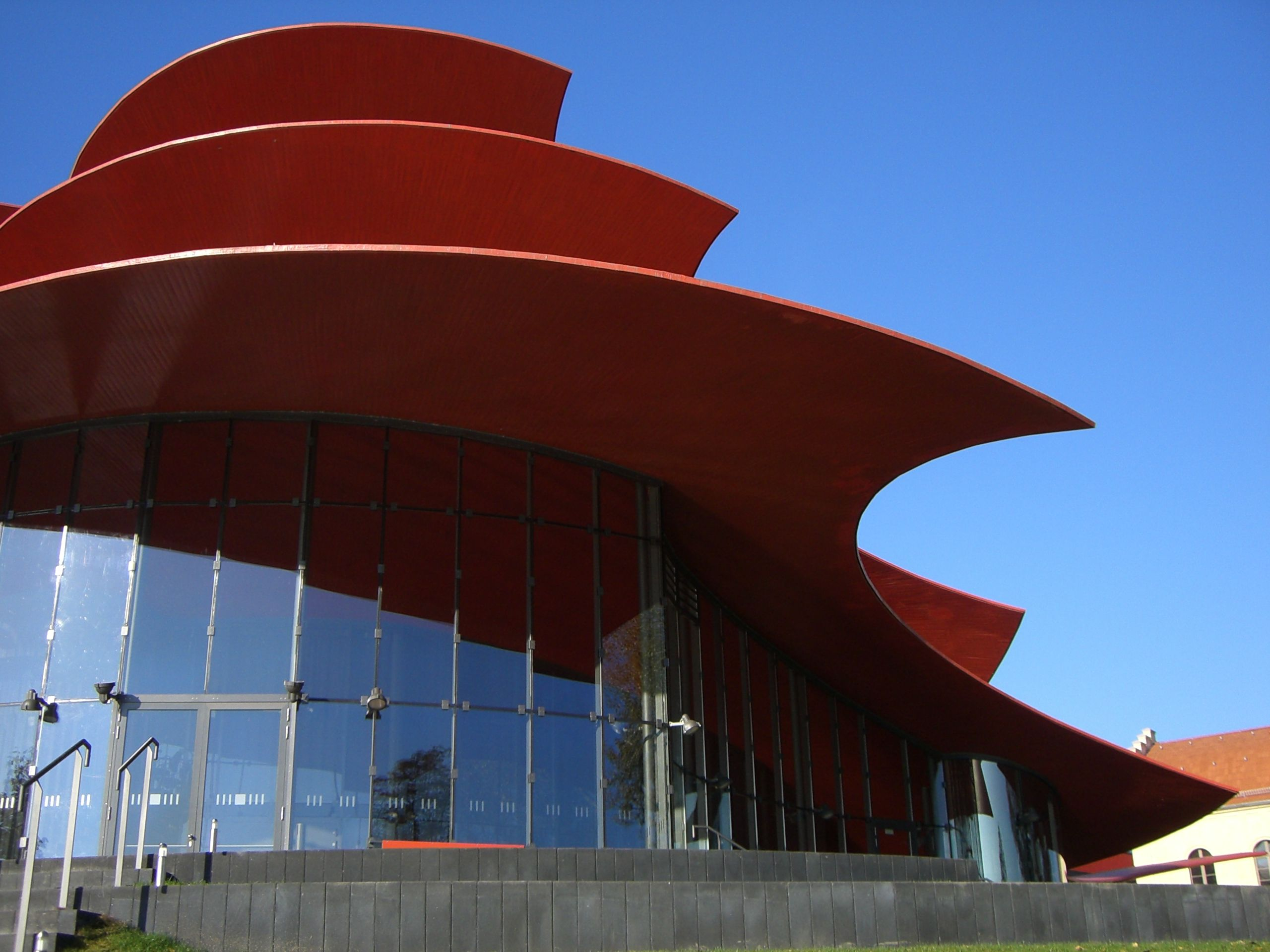
Hans-Otto-Theater i Potsdam, av Paul Böhm

Paul Böhm, född 1959 i Köln, dåvarande Västtyskland, är en tysk arkitekt. som bland annat är känd för att ha formgivit det vinnande förslaget till ett moskébygge i Köln som stod klart 2017. Han är son till arkitekten Gottfried Böhm och sonson till arkitekten Dominikus Böhm. Även hans farfarsfar var arkitekt.